# Libeco
Libeco is een Belgisch familiebedrijf gespecialiseerd in het weven van linnen. De weverij is gesitueerd in Meulebeke. Het huidige bedrijf is het resultaat van een fusie tussen de bedrijven Libeco en Lagae in 1997.

## Geschiedenis

### Libeco
In 1864 richtte ondernemer Paul Libeert een handelshuis van linnen op onder de naam Libeert & Cie. De voorkeur ging uit naar een pand dicht bij het Kortrijks station, gezien de trein in die tijd het transportmiddel bij uitstek was. Het linnen werd in het begin door wevers uit de streek rond Meulebeke en Sint-Eloois-Winkel aangeleverd; later begon het bedrijf zelf ook linnen te weven. Door de hoge beschikbaarheid aan werkkrachten en kennis, werd gekozen om een weverij te bouwen in Meulebeke. Op 1 januari 1905 nam Albert Libeert het roer van zijn vader over, die gedurende de volgende jaren de weverij moderniseerde. Op het eind van de Eerste Wereldoorlog telde de weverij 140 mechanische weefgetouwen en werden er voornamelijk fijne stoffen geweven in zuiver linnen en halflinnen. Een groot deel van de productie werd uitgevoerd, voornamelijk naar Zuid-Amerika. Ondertussen had Raymond, de oudste zoon van Albert, de zaak overgenomen. De fabrieksgebouwen bleven na de Tweede Wereldoorlog intact. Het bedrijf kwam in een penibele situatie terecht toen Raymond Libeert overleed in het vliegtuigongeluk bij Gander Airport in 1946. Daarenboven kende de sector onzekere tijden mede door de introductie van de kunstvezel en een langzame terugval van de vlasproductie. De onzekerheid bleef aanslepen tot de oudste zoon van Raymond, Jean-Loup Libeert, in 1955 in het familiebedrijf ging werken. In 1960 overtuigde hij het bestuur om te investeren en de verouderde fabriek om te vormen in een kleinere maar efficiënte weverij. Al gauw wierp dit zijn vruchten af. Toen bleek dat de gebouwen in Kortrijk te klein werden voor opslag verhuisde de volledige onderneming naar de huidige site in Meulebeke.

### Lagae
In 1858 richtten Victor Lagae en Louis Carton een vennootschap op om grondstoffen aan wevers te verkopen. Dit doen ze ook in de buurt van het Kortrijks station, wat een vlot transport garandeerde. Kort na de oprichting verliet Louis Carton echter het bedrijf en kwam Victor Lagae alleen aan het hoofd. Onder hem begint het bedrijf ook zelf te weven. In het begin van de 20ste eeuw werd de productie uitgebreid met zakdoeken van halflinnen en katoen. In het jaar 1913 nam het bedrijf de weverijen De Gryse over, waardoor het voet aan grond kreeg in Meulebeke.
Tijdens de Tweede Wereldoorlog werden de kantoorgebouwen in Kortrijk volledig vernield, waardoor er veel apparatuur en archief verloren ging. In 1960 bouwde het bedrijf een nieuwe weverij in Meulebeke, de kantoren in Kortrijk volgden pas dertig jaar later.

### Fusie
Tijdens de jaren negentig startten Jean-Loup Libeert en Patrick Lagae gesprekken op om een fusie te bestuderen. De expertise van Libeco in zwaardere stoffen viel te harmoniseren met Lagae's expertise in fijnere kwaliteiten. Bovendien hielden beide partijen er een goede samenwerking op na. In 1997 werd de fusie een feit. Vanaf dan heet de onderneming Libeco-Lagae. Een decennium later verkocht de familie Lagae haar aandelen aan de familie Libeert. Tot op vandaag zijn zij nog steeds aandeelhouders van het bedrijf. Sindsdien wordt enkel de naam Libeco gehanteerd, hoewel het bedrijf officieel nog steeds Lagae in zijn naam draagt. 

## Activiteiten
Libeco is een weverij gespecialiseerd in het weven van linnen en halflinnen weefsels die gebruikt worden voor verschillende technische toepassingen: 
- Meubelbekleding[3]
- Schildersdoek
- Apparel[4]
- Vlascomposiet[5]
- Interieurdecoratie
- Huishoudlinnen[6]

Daarnaast heeft het bedrijf een collectie aan afgewerkte huishoudproducten vervaardigd uit eigen weefsels, genaamd Libeco Home. 

### Libeco Home
Vanaf de jaren '60 begon Libeco reeds met het creëren van gekleurde stoffen, om de concurrentie met Franse en Italiaanse linnenwevers tegen te gaan. Ook met bedrukte stoffen werd geëxperimenteerd. De vrouw van Raymond, Renée, introduceerde onder meer Baskische en geruite stoffen. In het begin van de jaren 1990 bracht het bedrijf meer lijn in zijn collecties. De dochter van Jean-Loup Libeert, Cathérine, ontwikkelde vanaf 1992 afgewerkte producten, zoals tafellinnen, kledij en interieurdecoratie. Al deze producten werden gebundeld in de allereerste catalogus en verkocht onder de naam Libeco Home. Na de fusie werden de collecties van beide bedrijven op elkaar afgestemd en aangevuld tot een flinke verzameling artikelen. Sinds 1999 bestaat er een website van Libeco Home waarop de producten wereldwijd worden verkocht. 

### Belgian Linen
Libeco is een van de weinige Belgische weverijen die het label Belgian Linen mag dragen. Daarnaast is Libeco ook lid van het CELC. Daardoor mag het bedrijf ook Masters of Linen, het overkoepelende label voor alle Europese linnenwevers, aanbrengen op haar producten. 